# Pillauer Tief

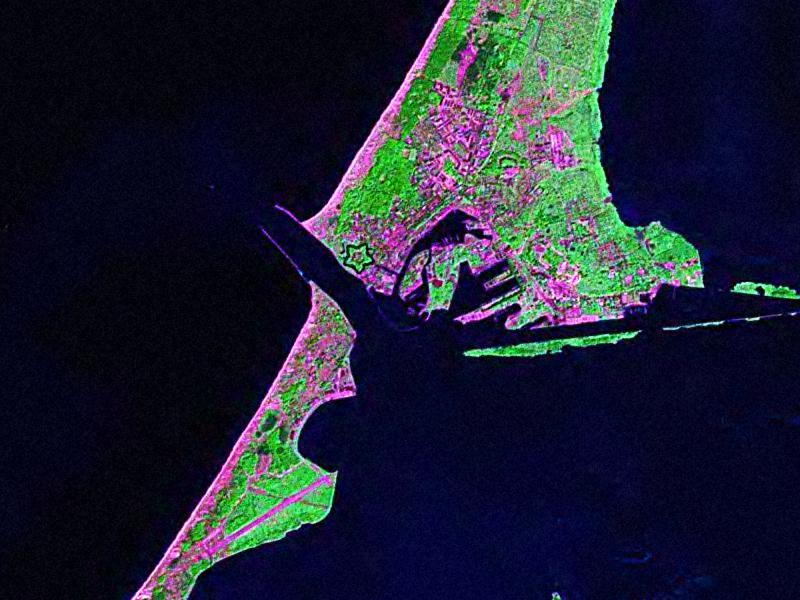
Pillauer Tief südlich des Stadtgebiets von Pillau auf einer Satellitenaufnahme (ca. 2000)

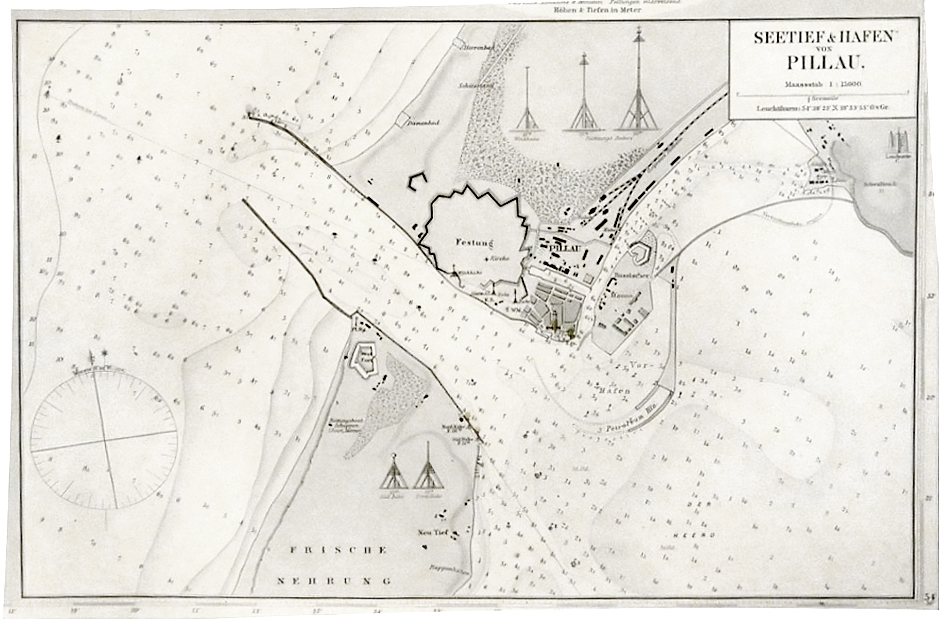
Pillau Tief in einer Seekarte von 1880

Das Pillauer Tief oder auch Pillauer Seetief ist eine nach der Stadt Pillau benannte, die Frische Nehrung durchtrennende natürliche See-Durchfahrt, durch die das Frische Haff und die Ostsee auf dem Wasserweg miteinander verbunden sind.

## Geschichte
Die Zufahrt zum Frischen Haff auf dem Wasserweg hat sich in der Vergangenheit ständig geändert. So war dies im Mittelalter das Lochstedter Tief, weswegen auch die Burg Lochstedt angelegt wurde. Aber das Lochstedter Tief versandete etwa zwischen 1308 und 1311 nach einem heftigen Sturm, woraufhin das Alte Tief gegenüber der Burg Balga entstand, das aber auch wieder versandete. Größeren Schiffen war es unmöglich, in das Haff und damit weiter nach Königsberg einzufahren. 1497 entstand durch eine Sturmflut das Pillauer Tief mit 550 m Länge, 360 m Breite. Diese neue Durchfahrt durch die Frische Nehrung zwischen Frischem Haff und Ostsee war nun auch wieder für die Koggen der Hanse passierbar. 1626 wurde die Durchfahrt mit der Festung Pillau gesichert. 1890 wurde dazu noch der Königsberger Seekanal (heute Kaliningrader Seeschifffahrtskanal) erbaut, wodurch die Schiffe bis heute ohne Probleme Kaliningrad (Königsberg) anlaufen können.
Nach dem Ende des Zweiten Weltkriegs erfolgte die Teilung des Frischen Haffs zwischen Polen und der Sowjetunion. Die sowjetischen Militärbehörden übergaben 1946 den Seehafen Elbląg der polnischen Stadtverwaltung. Da die Ausfahrt zur Ostsee bei Baltijsk (Pillau) nunmehr unter sowjetischer Kontrolle stand, war die Nutzung des Hafens nur sehr eingeschränkt möglich.

### Internationaler Schiffsverkehr
Für den Schiffsverkehr wurde im Juni 2006 ein neuer Seehafen am Fluss Elbląg in Betrieb genommen, in dem jährlich bis zu 750.000 Tonnen Güter umgeschlagen werden können. Der Hafen ist auch für den Personen- und Autofährverkehr auf der Ostsee vorgesehen. Des Weiteren wurde der Jachthafen modernisiert. Elbląg verfügte jedoch über keinen freien Zugang zur Ostsee, der Schifffahrtsweg führte über das Frische Haff (polnisch Zalew Wislany, russisch Kaliningradski saliw) durch russische Hoheitsgewässer (Oblast Kaliningrad); im Mai 2006 wurde dieser Weg von russischer Seite für den internationalen Verkehr gesperrt. Um diesem Problem aus dem Weg zu gehen, wurde der Kanal durch die Frische Nehrung gebaut.